# 恩庫鱯
恩庫鱯，為輻鰭魚綱鯰形目鱨科的其中一種，為熱帶淡水魚類，分布於亞洲斯里蘭卡Kelani及Nilwala流域，體長可達7.9公分，棲息在沙泥底質溪流底層水域，生活習性不明。

## 扩展阅读
維基物種上的相關：恩庫鱯